# Parafimos
Parafimos (av klassisk grekiska παρά, para, "från", "förbi", "vid sidan av", och φῑμός, phimos, "mynning", "nosparti") är ett tillstånd som uppkommer då en relativt trång förhud dras tillbaka över ollonet och sedan fastnar bakom kanten på ollonet. Förhuden svullnar upp och blir kraftigt smärtande.
Om mannen/pojken inte lyckas föra fram förhuden själv eller med hjälp av föräldrar eller vårdpersonal, är det viktigt att snarast uppsöka läkare.
Läkaren försöker i första hand komprimera ollonet och förhuden för att trycka tillbaka svullnaden och sedan kunna dra fram förhuden över ollonet. Kylning med is kan också användas. Ofta smörjer man in ollonet och förhuden med bedövningsgel, dels för att minska smärtan, dels för att förhuden lättare ska kunna glida fram över kanten på ollonet. Ibland kan man behöva bedöva hela penis genom så kallad penisbasblockad, för att minska smärta och kunna komprimera mer. Om det inte går att på detta sätt dra fram förhuden gör man en operation vid vilken man skär/klipper genom förhuden på ovansidan (så kallat dorsalklipp) så att man sedan kan dra fram förhuden. Vanligen behöver man göra en operation för att korrigera förhuden senare.